# Aphrodisium luzonicum
Aphrodisium luzonicum är en skalbaggsart som beskrevs av Schultze 1920. Aphrodisium luzonicum ingår i släktet Aphrodisium och familjen långhorningar.
Artens utbredningsområde är Filippinerna. Inga underarter finns listade i Catalogue of Life.